# Кабачигуртське сільське поселення
Кабачигу́ртське сільське поселення — муніципальне утворення в складі Ігринського району Удмуртії, Росія. Адміністративний центр — присілок Кабачигурт.
Населення — 1412 осіб (2015; 1423 в 2012, 1440 в 2010).

## Склад
До складу поселення входять такі населені пункти:
| Населений пункт             | Населення, осіб (2010) | Населення, осіб (2012) |
| --------------------------- | ---------------------- | ---------------------- |
| Берізевир, присілок         | 0                      | 0                      |
| Гереєво, присілок           | 121                    | 116                    |
| Зянтемошур, присілок        | 153                    | 151                    |
| Ільяпієво, присілок         | 106                    | 104                    |
| Кабачигурт, присілок        | 472                    | 475                    |
| Середнє Шадбегово, присілок | 181                    | 175                    |
| Сетпієво, присілок          | 119                    | 114                    |
| Старе Шадбегово, присілок   | 15                     | 15                     |
| Чимошур, присілок           | 273                    | 273                    |